# Agente intercalante

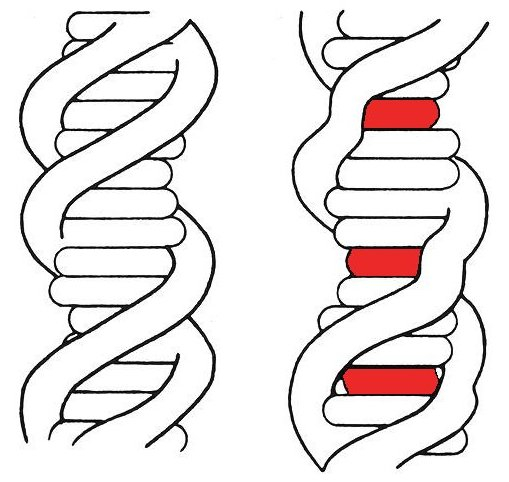
Effetti dell'azione di un agente intercalante sulla sequenza del DNA. In rosso sono evidenziate le porzioni del DNA modificate dall'agente intercalante.

Un agente intercalante (o, più semplicemente, un intercalante) è una molecola, di solito di tipo planare, in grado di inserirsi trasversalmente nei filamenti di DNA, mediante un meccanismo scoperto da Leonard Lerman e detto intercalazione.
Tra gli inquinanti ambientali importanti esempi di agenti intercalanti sono i benzopireni e i loro derivati. Gli agenti intercalanti sono utilizzati ampiamente in diverse tecniche di biologia molecolare, essi sono comunque normalmente utilizzati anche per fini farmacologici: molti inibitori delle topoisomerasi, utilizzati come antimalarici e antitumorali, sono infatti molecole intercalanti.
Le molecole intercalanti in grado di inserirsi fra i solchi del DNA e legarsi con le basi possono essere agenti antitumorali come la daunomicina o agenti tumorali.

## Meccanismo di azione
Grazie infatti alle loro proprietà idrofobe, gli agenti intercalanti sono in grado di inserirsi tra due basi azotate contigue lungo i filamenti della doppia elica. Quando la cellula inizia il suo ciclo replicativo e il punto in cui si è inserito l'agente intercalante viene raggiunto dalla DNA polimerasi, questa non lo distingue dalle basi azotate adiacenti e procede inserendo un nucleotide che si appaia con l'agente intercalante. Ciò provoca mutazioni genetiche di frameshift e di conseguenza prodotti genici non funzionali.
Qualora la mutazione coinvolga geni implicati nel controllo del ciclo cellulare, è possibile che essa provochi una esaltazione dell'attività replicativa cellulare, provocando l'insorgenza di tumori, come nel caso dell'aflatossina, che causa una mutazione del gene che codifica per il soppressore tumorale P53. È per questo che gli agenti intercalanti sono anche considerati agenti oncogeni.

## Antimalarici
Sono tutti intercalanti. 
Si è partiti da un antimalarico per arrivare ad un antitumorale. La classe più importanti è quella degli antibiotici antracicline. La struttura generale è la seguente:
Alcuni dei composti principali sono la deunomicina (R=H) e la adriamicina (R=OH). La prima è usata contro le leucemie mentre la seconda anche per i tumori solidi visto che è uno dei composti più attivi (soprattutto nei tumori al seno gravi).
Queste molecole formano legami a trasferimento di carica o legami H con le basi del DNA.
Hanno una tossicità aggiuntiva - cardiotossicità che si pensava fosse dovuta all'ammino-zucchero ma dipende più probabilmente dalla formazione di radicali liberi che rompono il filamento di DNA.

## Bromuro d'etidio
Il bromuro d'etidio è stato l'agente intercalante più utilizzato nelle comuni tecniche di laboratorio per colorare gli acidi nucleici durante l'elettroforesi su gel, attualmente è stato sostituito dal SafeView. Il bromuro d'etidio emette fluorescenza se esposto ai raggi UV. Se intercalato nel DNA, esso emette in maniera molto più intensa. Le proprietà intercalanti di questo agente sono dovute alla struttura altamente aromatica che ne permette l'inserimento all'interno della doppia elica del DNA. A causa di queste proprietà, il bromuro d'etidio è altamente mutageno, quindi va sempre utilizzato con guanti e possibilmente sotto cappa.